# Bulls de South Florida
Les Bulls de South Florida ou abrégé en Bulls de l’USF (en anglais : South Florida Bulls ou USF Bulls) sont un club omnisports universitaire de l'université de Floride du Sud à Tampa (Floride).
Les équipes sportives des Bulls participent aux compétitions universitaires organisées par la National Collegiate Athletic Association, promues en NCAA Division I Football Bowl Subdivision (FBS) depuis 2001. Ils sont membres de l'American Conference depuis 2013.

## Football américain

### Histoire
Le programme de football américain de l'université de Tampa est créé en 1997. Les Bulls jouent d'abord en tant qu'équipe indépendante dans la NCAA Division I FCS en 1997. Ils sont promus en 2001 dans la NCAA Division I FBS toujours en tant qu'équipe indépendante avant de rejoindre la Conference USA en 2003 puis la Big East Conference en 2005 et finalement la division East de l'American Conference en 2013.

### Palmarès
- Titre de Division
  - Division East de l'American Conference : 2015

- Bowls (7/11 gagnés) :
  - PapaJohns.com Bowl 2006 contre les Pirates d'East Carolina ;
  - St. Petersburg Bowl 2008 contre les Tigers de Memphis ;
  - International Bowl 2009 contre les Huskies de Northern Illinois ;
  - Meineke Car Care Bowl 2010 contre les Tigers de Clemson ;
  - Birmingham Bowl 2016 contre les Gamecoks de la Caroline du Sud ;
  - Birmingham Bowl 2017 contre les Red Raiders de Texas Tech ;
  - Boca Raton Bowl 2023 contre l'Orange de Syracuse.

### Une montée en puissance
Entraînés par Jim Leavitt depuis leurs débuts, les Bulls jouent leur premier bowl en 2005 (le Meineke Car Care Bowl) qu'ils perdent. Leur première victoire intervient dès la saison suivante lorsqu'ils battent les Pirates d'East Carolina en 2006 à l'occasion du premier PapaJohns.com Bowl. Avec ce même entraineur, ils disputent cinq bowls consécutifs et en remportent trois d'affilée, le St. Petersburg Bowl 2008 et l'International Bowl 2010 et le Meineke Car Care Bowl 2010.
Dans le même temps, les Bulls enchainent les victoires surprises contre les équipes les mieux classées du pays.

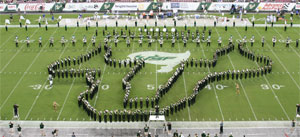
La fanfare des Bulls.

Ainsi, les Bulls signent leur première victoire face à une équipe du Top10 national le 24 septembre 2005 face aux no 9, les Cardinals de Louisville. Ils font également chuter les Mountaineers de la Virginie-Occidentale à 3 reprises ainsi que les Tigers d'Auburn en 2007, les Jayhawks du Kansas en 2008 et les Seminoles de Florida State en 2009.
Leur série de victoires de prestige leur permet d'intégrer en 2007 le Top25, se classant 2e avant de perdre trois matchs consécutifs.
Sous la conduite de deux nouveaux entraîneurs (Skip Holtz de 2010 à 2012 et Willie Taggart depuis 2013), leurs saisons au bilan positif leur permettent à nouveau de participer et aux bowls, d'en remporter un nouveau et de décrocher pour la première fois de leur histoire, un titre de division en 2015.

## Rivalités
La principale rivalité les oppose aux voisins des Knights de l'université du Centre de la Floride, le match annuel étant dénommé War On I-4.